# Esturjão-atlântico
Esturjão-atlântico (Acipenser oxyrinchus oxyrinchus) é uma das duas subespécies de  Acipenser oxyrinchus. É um peixe anádromo cujo habitat original é a costa leste da América do Norte, do Labrador, no Canadá, à Flórida, nos Estados Unidos.

## Habitat e Ecologia
No Canadá a espécie é nativa das províncias de New Brunswick, Terra Nova e Labrador, Nova Escócia, Ilha do Príncipe Eduardo e Quebec. Nos Estados Unidos o esturjão-atlântico pode ser encontrado nos estados de Connecticut, Delaware, Flórida, Geórgia, Maine, Maryland, Massachusetts, New Hampshire, Nova Jersey, Nova York, Carolina do Norte, Rhode Island, Carolina do Sul e Virgínia.
Esta subespécie vive até 60 anos, atingindo um comprimento de 4,3 metros e um peso de 368 quilogramas, embora a maioria dos espécimes sexualmente maduros seja consideravelmente menor. A sua reprodução se dá em água doce ou em águas ligeiramente salobras, a uma faixa de temperatura de 13°C a 18°C. A sua migração para os estuários de rios ocorre a partir de fevereiro, nas regiões mais ao sul do seu habitat, e em  junho e julho, em águas mais ao norte.
Na área geograficamente intermediária em que é encontrado, o esturjão-atlântico macho atinge a maturidade entre 6 e 10 anos de idade e às fêmeas entre 10 e 20 anos. A maturação ocorre mais cedo nas águas do sul e mais tarde no Canadá. A  sua reprodução se dá em intervalos de 2 a 6 anos. Com base em estudos de peixes marcados, foram registradas migrações oceânicas desta espécie de até 1.450 quilômetros.

## População
O esturjão-atlântico se constituiu em um importante produto comercial para os primeiros colonos estadunidenses e canadenses, e grandes quantidades de carne, ovas, óleo e isinglass (cola de peixe) desta espécie foram exportadas para a Europa nos séculos XVII e XVIII. À medida que as suas ovas, consumidas como caviar, cresceram em popularidade na América do Norte, a espécie passou a ser altamente explorada, especialmente durante a segunda metade do século XIX. A maior zona de pesca situava-se na Baía de Delaware e no Rio Delaware, uma área que em 1890 era explorada por mais de mil pescadores e que produzia 2.300 toneladas de produtos derivados deste esturjão. Em dezenas de outros rios também pescava-se o esturjão-atlântico ao final da década de 1890, quando a quantidade pescada na costa leste dos Estados Unidos chegou a 3.200 toneladas.
A pesca excessiva de esturjões-atlânticos sexualmente maduros nos Estados Unidos provocou o colapso das populações da espécie, e a quantidade de peixes pescados sofreu uma queda de 90% no início do século XX e de 99% na década de 1920. Durante as décadas de sessenta e setenta, antes que fosse imposta a proibição da sua pesca, a quantidade anual  de esturjões-atlânticos pescados nos Estados Unidos era de 50 a 100 toneladas, sendo que a maioria dos peixes era capturada no Rio Hudson, na costa de Nova Jersey, na Carolina do Norte e na Carolina do Sul.
O número de indivíduos sexualmente maduros na atual população do esturjão-atlântico é, provavelmente, bem superior a 10 mil.

## Principais ameaças
Potenciais ameaças como competição, predação, doenças e parasitas foram avaliadas pelo Serviço Nacional de Zonas de Pesca dos Estados Unidos (USFWS-NMFS) em 1998, e o órgão chegou à conclusão de que estes não eram fatores limitantes para as populações do esturjão-atlântico.
No decorrer do século XX, os habitats de reprodução do esturjão-atlântico sofreram impactos adversos devido à construção de barragens, assoreamento, dragagem de canais e poluição aquática. Embora ainda haja preocupações relativas ao habitat e à qualidade da água em vários locais, a grande maioria dos habitats originalmente ocupados pelo esturjão-atlântico continua disponível para a espécie. A aplicação sistemática de leis conservacionistas nos Estados Unidos deverá resultar em melhoria dos habitats de reprodução e crescimento do esturjão-atlântico. Com as medidas atualmente em vigor, a atual tendência é que a população da espécie aumente.

## Medidas conservacionistas
A pesca do esturjão-atlântico está proibida nos Estados Unidos desde 1997. O Canadá mantém zonas de pesca comercial ativas no Rio São Lourenço, na província de Quebec, para espécimes subadultos, e no Rio Saint John, na província de New Brunswick, para espécimes maiores. A cota de pesca de esturjão-atlântico no Rio São Laurenço foi limitada a 6.015 espécimes – ou cerca de 60 toneladas – em 1997. O tamanho máximo permitido dos espécimes capturados é de 1,5 metro, durante a temporada que vai de 1º de maio a 30 de setembro.
O ápice da pesca do esturjão-atlântico no Rio Saint John foi de 44 toneladas em 1988, mas nos últimos anos esta quantidade caiu para entre 10 e 14 toneladas. Em 1997 apenas nove pescadores tinham licença para pescar esta espécie em Saint John (New Brunswick). Eles tinham autorização para usar redes de no máximo 2.800 metros de comprimento e malha de 33 centímetros. O tamanho mínimo para a captura do esturjão-atlântico em Saint John é de 120 centímetros, e é proibido pescá-lo de 1º a 30 de junho devido à desova. Autoridades canadenses disseram às autoridades estadunidenses que esse patamar de pesca é sustentável e não prejudica as populações da espécie.
Em New Brunswick este peixe é criado em tanques, com a produção de ovos e progênie a partir de esturjões-adultos capturados no ambiente natural. Com a exceção de umas poucas centenas de exemplares jovens, a maior parte do comércio internacional do esturjão-atlântico no final da década de noventa referiu-se à carne deste peixe (de 2 a 34 toneladas por ano) do Canadá para os Estados Unidos.
A pesca comercial ou esportiva do esturjão-atlântico é proibida nas águas territoriais da costa leste do Estados Unidos.
O mais recente relatório de situação do esturjão-atlântico feito pelo USFWS-NMFS determina que não é necessário classificar no momento esta espécie como ameaçada nos Estados Unidos. O esturjão-atlântico está disseminado pela costa leste e várias subpopulações da espécie são consideradas relativamente abundantes. Entretanto, devido às incertezas quanto à saúde geral das populações e ao período necessário para que estas se recuperem, o USFWS designou o esturjão-atlântico uma “espécie candidata” a ser futuramente classificada como “espécie em situação preocupante”. A sua classificação IUCN atual é "quase ameaçada".